# Orchis troodi
Orchis troodi är en orkidéart som först beskrevs av Jany Renz, och fick sitt nu gällande namn av Pierre Delforge. Orchis troodi ingår i släktet nycklar, och familjen orkidéer. Inga underarter finns listade i Catalogue of Life.

## Bildgalleri

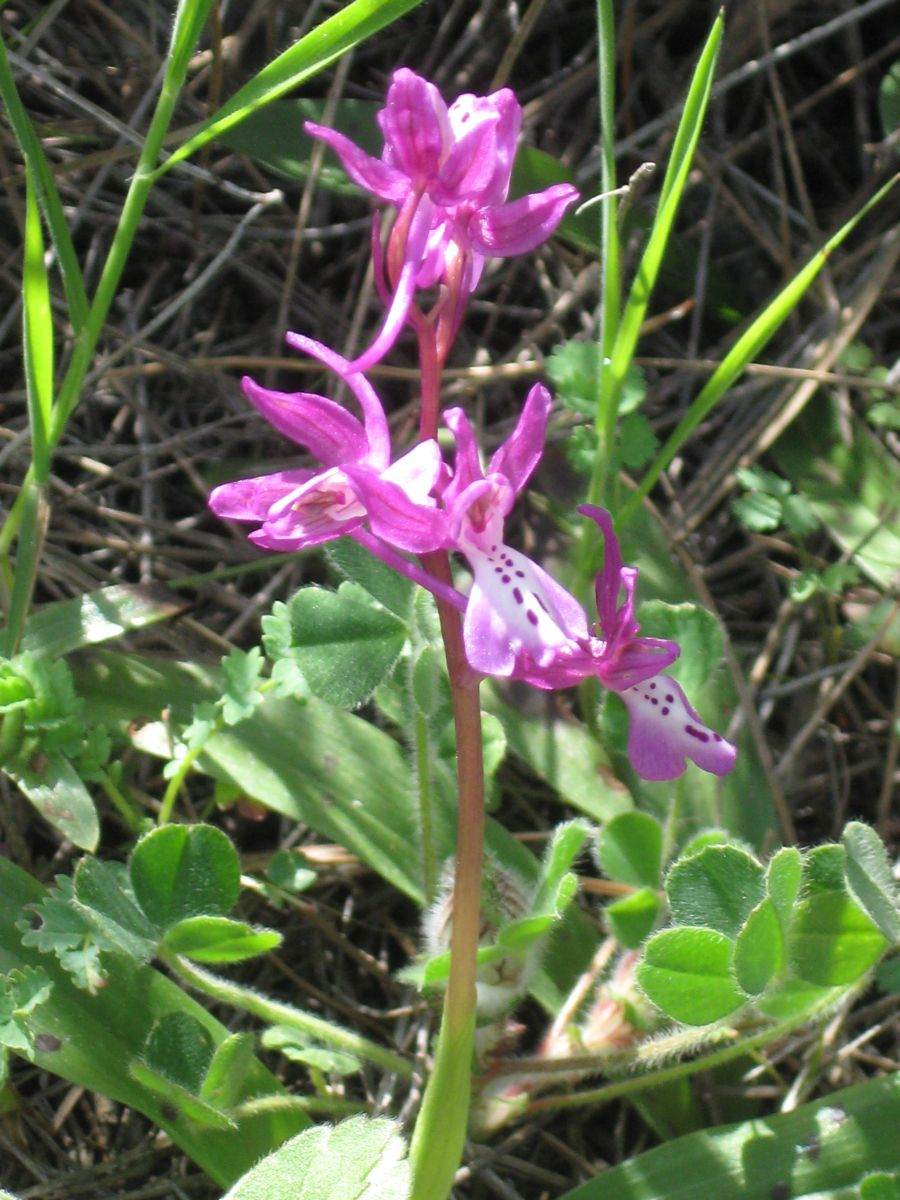
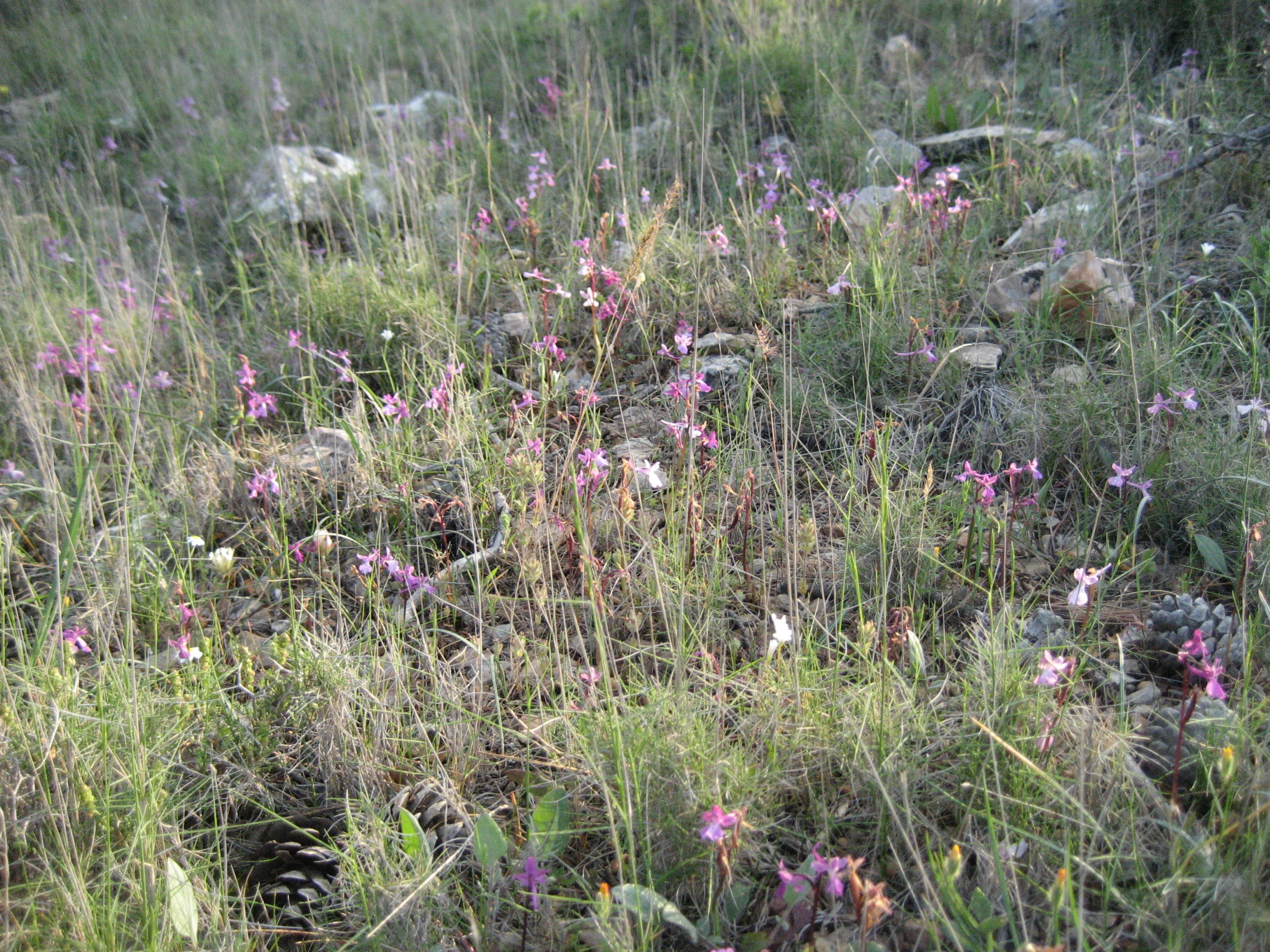
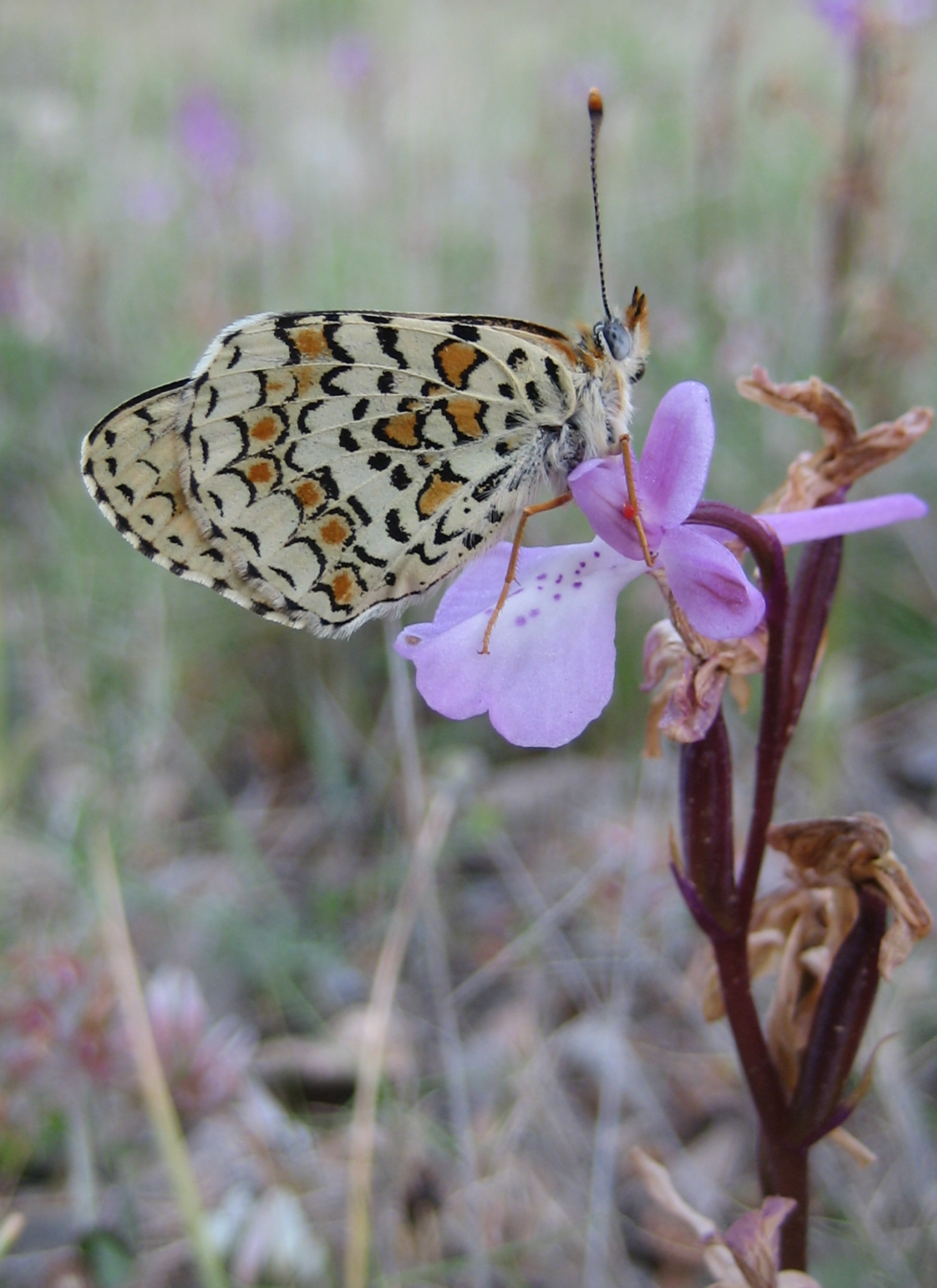
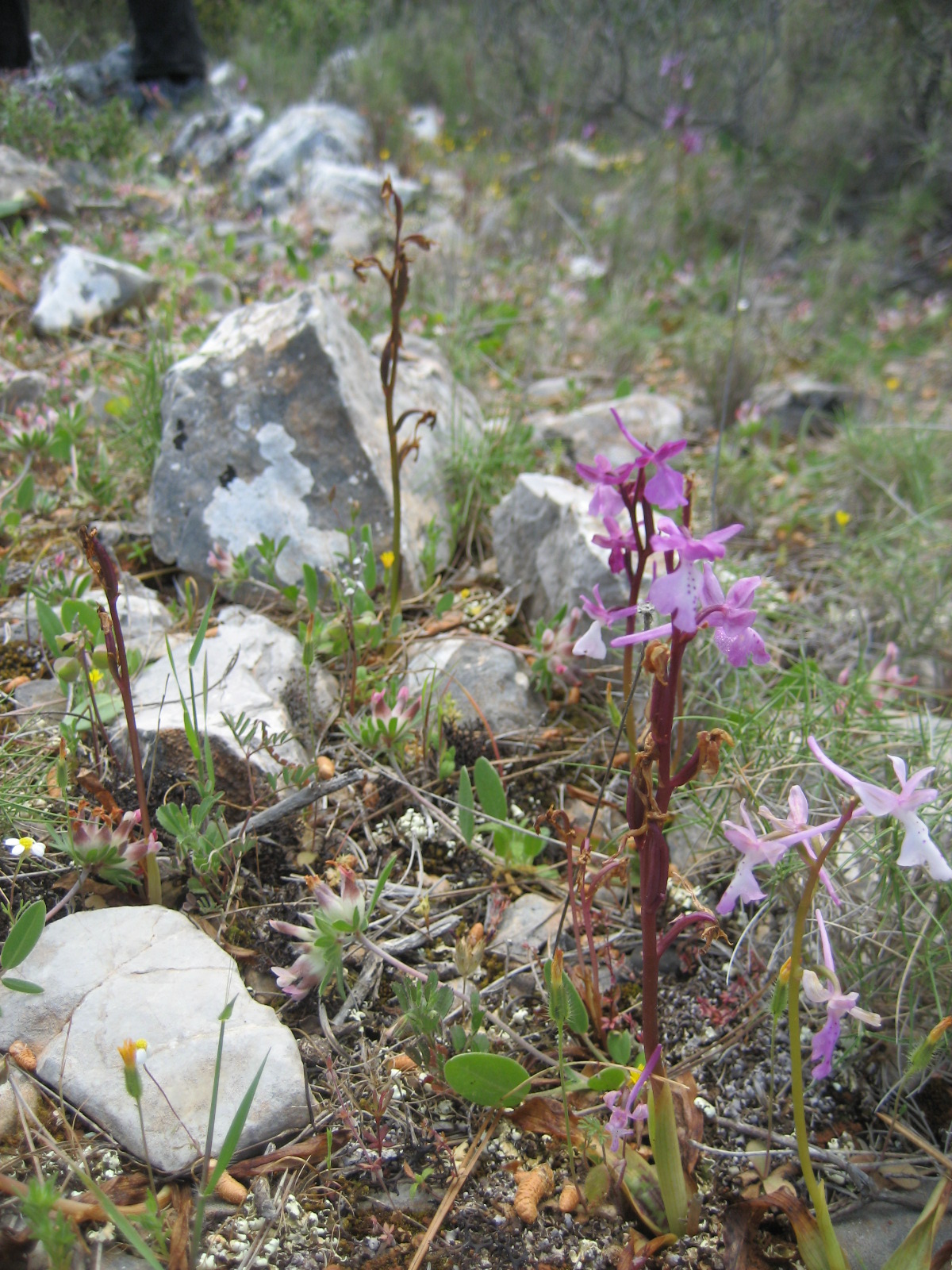